# Nassarius denticulatus
Nassarius denticulatus là một loài ốc biển, là động vật thân mềm chân bụng sống ở biển thuộc họ Nassariidae.